# Hendrik Schwarzer
Hendrik Schwarzer (* 1987 in Freiburg im Breisgau) ist ein deutscher Komponist.
Im Jahre 2004 komponierte Schwarzer im Alter von 17 Jahren das mehrsätzige symphonische Orchesterwerk „Expressions of Pictures“, das durch die „Junge Kammerphilharmonie Freiburg“ u. a. im Konzerthaus Freiburg zur Aufführung kam. Weitere Konzerte folgten im Rahmen einer Friedensreich-Hundertwasser-Ausstellung in München und Zürich.
2005 erschien die Komposition „Winds in Space“ für Symphonisches Blasorchester sowie die Klaviersuite op. 4. Letztere war Schwarzers erstes Werk, das auf CD veröffentlicht wurde.
2008 vollendete Schwarzer nach mehrjähriger Arbeit die Komposition „Europe in Concert“, eine orchestrale Reise durch Europas Geschichte und Kulturen.
Anfang 2011 nahm Schwarzer mit dem „Belarus Philharmonic Orchestra“ in Minsk einen von ihm komponierten und arrangierten Soundtrack für den Europa-Park auf. Das Werk, eine komplexe, vielschichtige Orchesterpartitur, soll Deutschlands größtem Freizeitpark eine eigene musikalische Identität verleihen. Es wurde im Juli desselben Jahres auf CD veröffentlicht und wird seitdem vom Europa-Park in Werbe- und Infofilmen und als Musikuntermalung im Park verwendet.
In den folgenden Jahren setzte Schwarzer die Zusammenarbeit mit dem Europa-Park fort und komponierte die beiden jeweils etwa 45-minütigen Musicals „Spook Me!“ (Premiere im September 2014) und „Rulantica – The Musical“ (Premiere im April 2018).